# QV46
QV 46 est un des tombeaux situé dans la vallée des Reines, dans la nécropole thébaine, sur la rive ouest du Nil face à Louxor en Égypte.

## Description
QV 46 est la tombe d'Imhotep, vizir de Thoutmôsis Ier. Elle est constituée d'un long puit, aujourd'hui fermé par une grille, qui relie la surface à une chambre. La sépulture est creusée dans du schiste argileux sur lequel s'est déposé du sel.
À sa découverte, l'équipe d'Ernesto Schiaparelli y met au jour des objets appartenant au vizir. Un vase canope gravé, un morceau de sarcophage et des plaques ovales en albâtre permettent l'identification de la tombe. Des morceaux de la momie d'Imhotep, des canards momifiés, des paniers et des boîtes en bois sont aussi trouvés. L'ensemble de ces objets sont aujourd'hui entreposés au musée égyptologique de Turin. Une équipe du CNRS y découvre par la suite les pieds de la momie d'Imhotep et un autre canard momifié. Près de l'entrée de la tombe, les chercheurs trouvent des ostraca de la période ramesside.

## Découverte
La tombe est découverte par l'égyptologue Ernesto Schiaparelli entre 1903 et 1905, qui la trouve pillée.

Objets visibles au Musée égyptologique de Turin
Vase canope d'Imhotep.
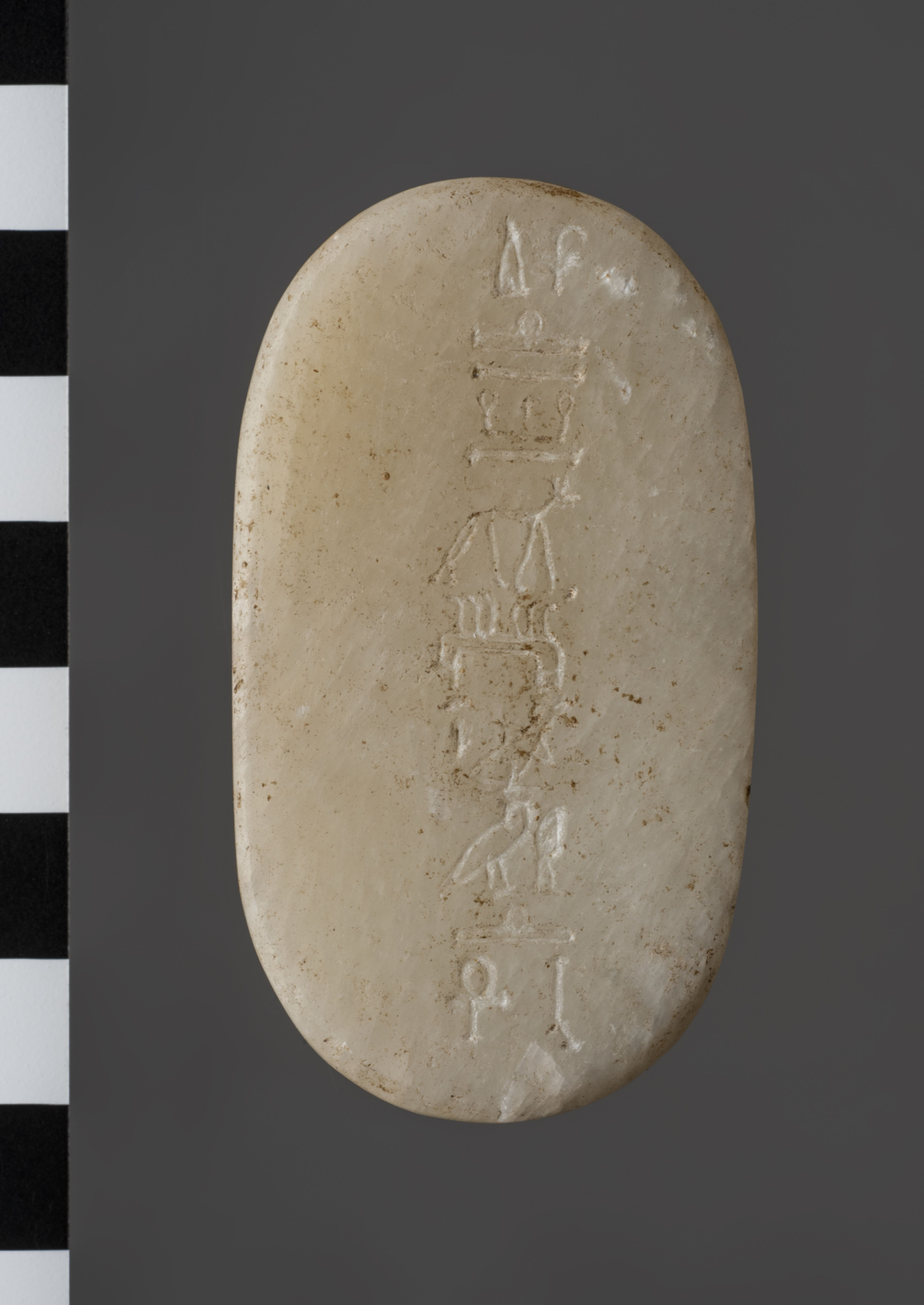
Plaque portant l'inscription du nom et des titres d'Imhotep, calcite.
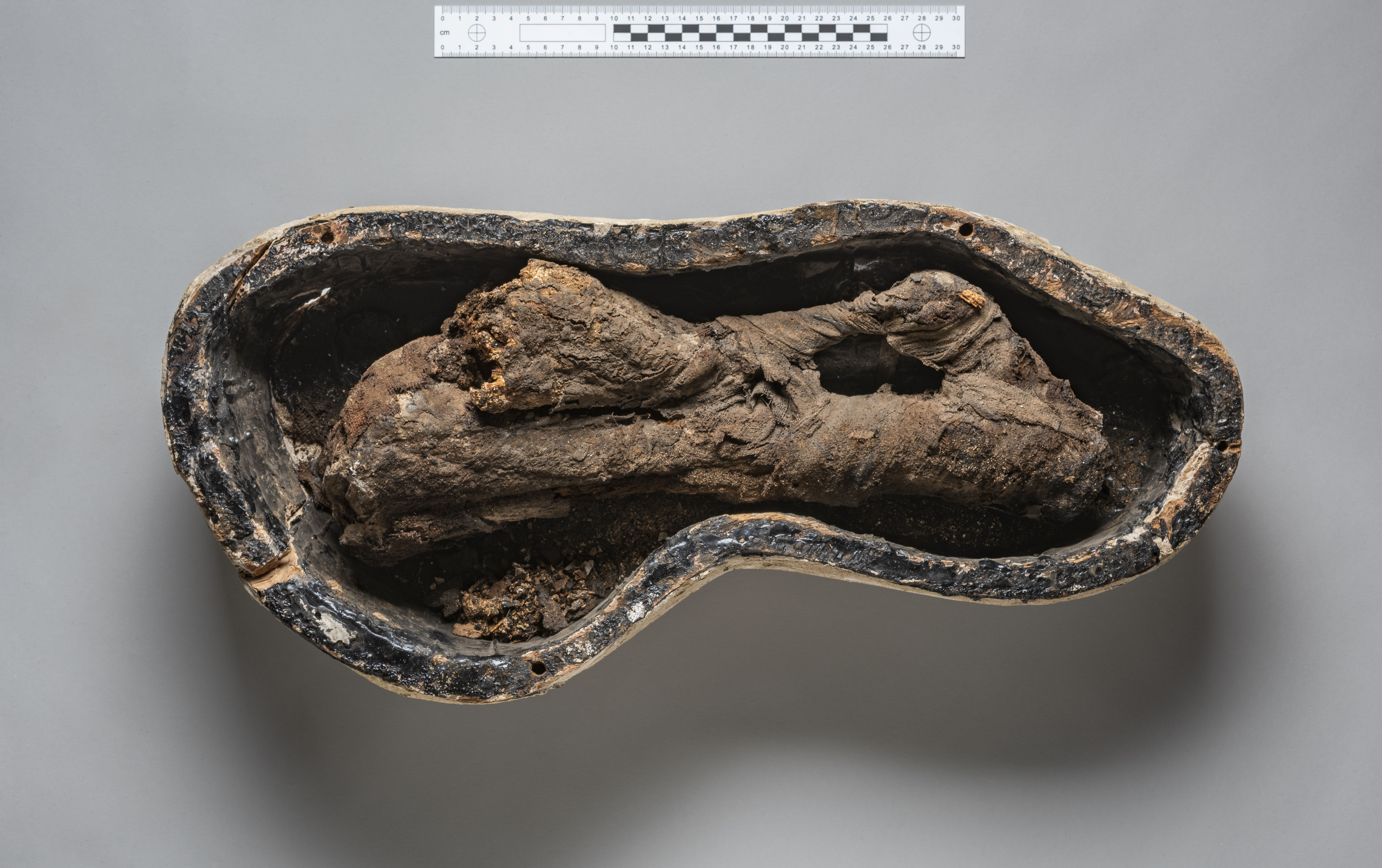
Récipient pour viande momifiée (cuisses et côtes de bœuf).